# Janssen Peak
Der Janssen Peak (französisch Sommet Janssen) ist ein 1085 m hoher und markanter Berg auf der Wiencke-Insel im Palmer-Archipel vor der Westküste der Antarktischen Halbinsel. Er ragt am südwestlichen Ende der Sierra DuFief am südwestlichen Ende der Insel auf.
Teilnehmer der Belgica-Expedition (1897–1899) unter der Leitung des belgischen Polarforschers Adrien de Gerlache de Gomery entdeckten ihn. Der Polarforscher Jean-Baptiste Charcot nahm während der Vierten Französischen Antarktisexpedition (1903–1905) die Benennung vor. Namensgeber ist der französische Astronom Jules Janssen. Das Advisory Committee on Antarctic Names übertrug die französische Benennung 1952 ins Englische.